# Zbehňov
Zbehňov (ungarisch Zebegnyő, auch Zsebegnyő) ist eine Gemeinde im Osten der Slowakei mit 376 Einwohnern (Stand 31. Dezember 2024), die zum Okres Trebišov, einem Kreis des Košický kraj, gehört. Sie ist Teil der traditionellen Landschaft Zemplín.

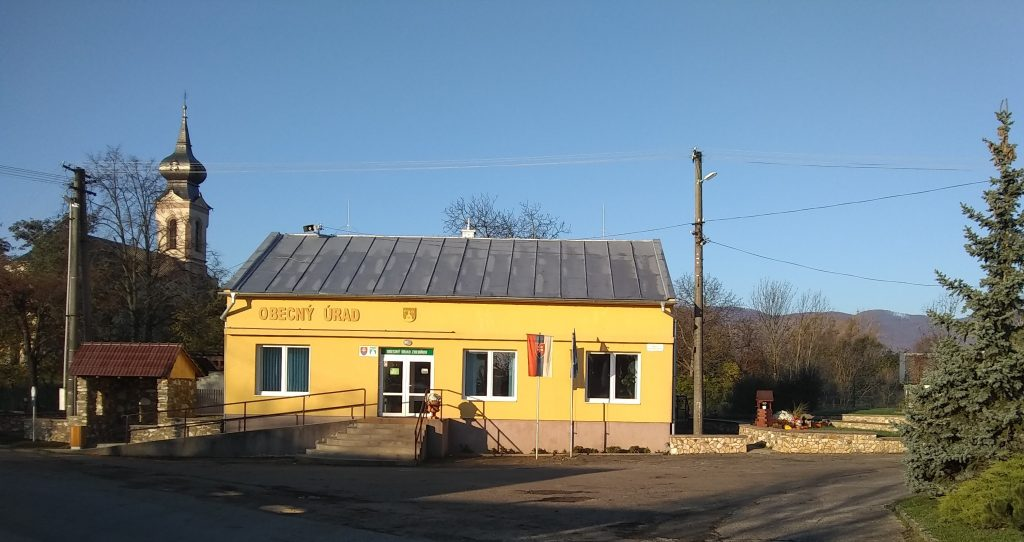

## Geographie
Die Gemeinde befindet sich im westlichen Teil des Ostslowakischen Tieflands, genauer im Ostslowakischen Hügelland, am östlichen Fuß des Gebirges Slanské vrchy, am Bach Trnava im Einzugsgebiet der Trnávka und weiter der Ondava. Das Gemeindegebiet bedeckt teilweise den nördlich gelegenen Stausee Sečovce. Das Ortszentrum liegt auf einer Höhe von 176 m n.m. und ist drei Kilometer von Sečovce sowie 14 Kilometer von Trebišov entfernt (Straßenentfernung).
Nachbargemeinden sind Sečovce im Norden und Osten, Malé Ozorovce im Süden und Westen und Trnávka im Nordwesten.

## Geschichte
Zbehňov wurde zum ersten Mal 1290 als Zebegunew schriftlich erwähnt, weitere historische Bezeichnungen sind unter anderen Zebegneu (1321), Zebegnow (1342), Zebegnyew (1459) und Zbehňov (1808). Das Dorf gehörte zuerst zur Herrschaft der Burg Purustyán, später war es Besitz von Familien wie Csapy, Sempsey und Széchy, im 19. Jahrhundert Barkóczy. 1601 lag Zbehňov in der Herrschaft von Trebišov.
1715 gab es 35 verlassene und sechs bewohnte Haushalte. 1787 hatte die Ortschaft 46 Häuser und 322 Einwohner, 1828 zählte man 53 Häuser und 418 Einwohner, die als Köhler und Landwirte tätig waren.
Bis 1918/1919 gehörte der im Komitat Semplin liegende Ort zum Königreich Ungarn und kam danach zur Tschechoslowakei beziehungsweise heutigen Slowakei.

## Bevölkerung
| Jahr                | 1994 | 2004    | 2014     | 2024    |
| ------------------- | ---- | ------- | -------- | ------- |
| Anzahl der Personen | 264  | 290     | 358      | 376     |
| Unterschied         |      | +9,84 % | +23,44 % | +5,02 % |

| Jahr                | 2023 | 2024    |
| ------------------- | ---- | ------- |
| Anzahl der Personen | 378  | 376     |
| Unterschied         |      | −0,52 % |

Nach der Volkszählung 2011 wohnten in Zbehňov 343 Einwohner, davon 294 Slowaken, 31 Roma, zwei Magyaren und Tschechen sowie ein Pole. 13 Einwohner machten keine Angabe zur Ethnie.
117 Einwohner bekannten sich zur griechisch-katholischen Kirche, 81 Einwohner zur römisch-katholischen Kirche, sieben Einwohner zu den Zeugen Jehovas, drei Einwohner zur Evangelischen Kirche A. B. und ein Einwohner zur reformierten Kirche. 112 Einwohner waren konfessionslos und bei 22 Einwohnern wurde die Konfession nicht ermittelt.

## Bauwerke und Denkmäler
- griechisch-katholische Peter-und-Paul-Kirche aus dem Jahr 1906[6]

## Verkehr
Durch Zbehňov führt die Cesta III. triedy 3653 („Straße 3. Ordnung“) von Zemplínska Teplica nach Sečovce. Der nächste Bahnanschluss ist in Sečovce an der Bahnstrecke Trebišov–Vranov nad Topľou, seit 2003 wird der dortige Bahnhof im regelmäßigen Personenverkehr nicht mehr angefahren, der nächste angefahrene Bahnhof ist seither in Čeľovce.